# لورني إل. دوسن
لورني إل. دوسن هو عالم اجتماع كندي، ولد في القرن العشرين.